# 王国之心系列音乐
王国之心系列音乐包括兩首主題曲和背景音樂。主題曲分別是《光》、《Passion》、《Face My Fears》和《誓言》。

## 光
《光》是王国之心主題曲之一，是宇多田光的第十張日語單曲，2002年3月20日發售，初動27萬張，累計銷售59萬張。本曲為電子遊戲《王國之心》日本版主題曲，而《王國之心》全球版則為以英文重寫歌詞的《Simple And Clean》。

## Passion
《Passion》是王国之心主題曲之一，是宇多田光第15張日語單曲，於2005年12月14日發行，初動5萬張，累計銷售11萬張。本曲之英文版《Sanctuary》為《王國之心II》全球版的主題曲。

## Face My Fears
《Face My Fears》是王国之心主題曲之一。

## 誓言
《誓言》是王国之心主題曲之一。本曲之英文版《Don't Think Twice》為《王國之心III》全球版的主題曲。

## 王國之心原聲大碟 Complete
《王國之心原聲大碟 Complete》是收集電子遊戲王國之心系列的背景音樂原聲帶。《王國之心原聲大碟 Complete》擁有双CD、共89首歌曲 ，税后价格是3,200日元。发售日是2006年1月25日，发行商是東芝EMI 。作编曲是下村陽子。當中包括《光》和《Passion》。